# Orion 6
Orion 6 è la missione del Programma Constellation nella quale avrebbe dovuto essere lanciata per la prima volta la navetta Orion configurata in versione cargo e avrebbe dovuto portare rifornimenti alla Stazione spaziale internazionale, a cui sarebbe rimasta attraccata per 90 giorni prima di rientrare.
Il 1º febbraio 2010, in occasione della presentazione del budget per l'anno fiscale 2011, il presidente Barack Obama ha proposto di eliminare il programma Constellation. In accordo con il Presidente, il 10 marzo, la NASA ha ufficializzato la sospensione del programma.